# مخطط أطوار

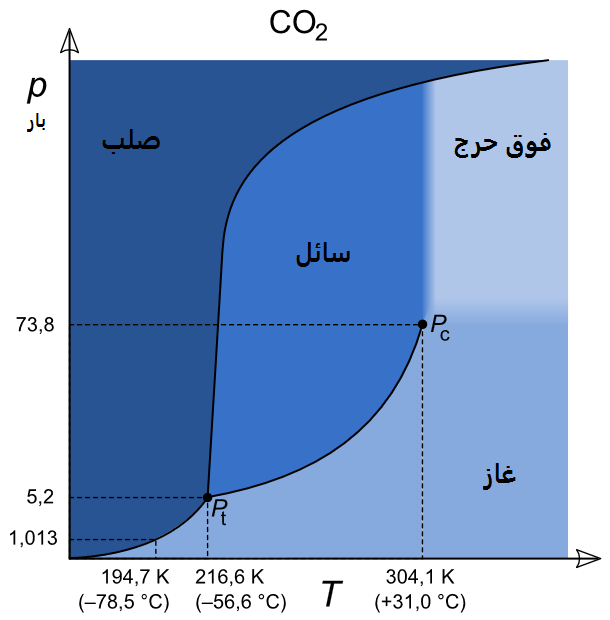
مخطّط أطوار ثنائي أكسيد الكربون (مقياس غير منتظم)

مخططات الأطوار أو منحنيات الأطوار هي عبارة عن رسوم بيانية ثنائية الأبعاد لمادة معينة مثل الماء تبين علاقة الحالات الثلاثة للماء: الحالة السائلة، والحالة الغازية (بخار)، والحالة الصلبة (الثلج). والرسم البياني يبين العلاقة بين درجة الحرارة وضغط عند حجم ثابت. وأحيانا تُرسم العلاقة بين الضغط والحجم عند درجة حرارة ثابته. توجد للمواد الأخرى مخططاتها الطورية المميزة لها، مثل الإيثيل والأسيتون والحديد والنحاس وهكذا. وهناك أنواع أخرى من مخططات الطور لمخلوط مثلا يتكون من مادتين بنسب مختلفة، مثل نظام سهل الانصهار والفولاذ.
يختلف مخطط الاطوار من مادة لمادة. وتدلنا درجة حرارة مثلا على حالة السبيكة سواء أكانت سائلة أو صلبة. وكذلك علي عدد الأطوار المستقرة (الحالات) للمادة، ونسبة كل طور في السبيكة. أما الشائع والأكثر استخداما من بين أنواع منحنيات الأطوار فهو منحنيات الأطوار الثنائية وذلك في علوم الفلزات (المعادن) وسبائكها. أما منحنيات الأطوار الثلاثية (وهي أكثر تعقيدا) فيغلب استخدامها في علوم وتكنولوجيا الخزفيات. كما توجد منحنيات الأطوار الرباعية وما فوقها. ونادرا ما تستخدم المنحنيات الرباعية وما فوقها لصعوبة استقصاء المعلومات منها وكذلك لصعوبة إنشائها. ويستعاض عن ذلك بتقريبها من المنحنيات الثنائية أو الثلاثية.

## مثال
لناخذ مثال الماء واطواره الثلاثة المعروفة: ماء (سائل)، وثلج (صلب)، وبخار (غاز) ومخططه ممثل في الشكل المجاور. نعرف أن الماء يغلي عند درجة حرارة 100 مئوية وتحت الضغط الجوي. ولنتتبع المنحنى إلى اليمين من عند تلك النقطة. فعندما نرفع الضغط عن 1 بار (1 ضغط جوي) نجد أن حالة التوازن بين الماء وبخاره تنتقل يمينا على المنحنى وترتفع نقطة الغليان. ومع استمرار رفعنا للضغط غلى الماء نجد أن درجة الغليان تظل تنزاح طبقا للمنحنى إلى اليمين وترتفع ولا يزال لدينا طورين في حالة توازن: الماء والبخار، حتى نصل إلى ما يسمى نقطة حرجة عندها يختفي سطح الماء ويتشكل ما يشبه الضباب في أنبوبة الأختبار. عند تلك النقطة نكون قد وصلنا أيضا إلى «الضغط الحرج». وعندما نرفع درجة الحرارة إلى درجة أعلى من النقطة الحرجة ينقشع الضباب ويصبح الأنبوب شفافا وتسمى الماء في تلك الحالة «سائل فوق حرج». ومعني أن الأنبوب شفافا أن الماء وبخاره قد كونا حالة جديدة لا هي ماء ولا هو بخار، ولا يوجد فاصل بينهما.
وعندما نبرد العينة ثانيا من تلك الدرجة العالية ونصل إلى النقطة الحركة تظهر الحالة الضبابية ثانيا لمدة قصيرة ويعود الصفاء ثانيا مع انخفاض درجة الحرارة عن الدرجة الحرجة ونستطيع رؤية ماء في أسفل الأنبوب وبخار شفاف لأنبوب.
والآن نريد معرفة باقي مخطط الطور، فلنستمر في خفض الضغط تحت 1 ضغط الجوي فنجد ان درجة الغليان تنخفض هي الأخرى تحت 100 درجة مئوية. ونستمر في خفض الضغط على طوري الماء وبخاره ونجد ان درجة الغليان تنخفض بانخفاض الضغط حتى نصل إلى نقطة تسمى نقطة ثلاثية (عند 0 درجة مئوية و 006و0 ضغط جوي)، ويتواجد عندها تلاثة أطوار للماء في نفس الوقت: ماء وثلج وبخار. لذلك تسمى تلك النقطة «نقطة ثلاثية».
والآن، عندما نخفض الضغط تحت 006و0 ضغط جوي ونتتبع المنحنى السفلي نجد أن هذا الجزء من المنحنى يمثل حالة توازن بين البخار (أسفل) والثلج (أعلى)، ويختفي الماء. أما إذا بدأنا من النقطة الثلاثية وأزدنا الضغط على الثلاثة أطوار نجد أن درجة حرارة انصهار الماء تنخفض هي الأخرى وتصبح أقل من 0 درجة مئوية، ويختفي البخار ويصبح التوازن موجود بين طور الماء السائل وطور الثلج.

### أطوار الماء

مخطط أطوار المادة، تظهر فيه النقطة الحرجة (critical point).

النقطة الحرجة حسب المفهوم العلمي في الكيمياء الفيزيائية والتحريك الحراري وفيزياء المواد المكثفة هي النقطة من الضغط ودرجة الحرارة التي لا يوجد فيها فواصل واضحة بين حالات المادة، (مثل فواصل بين الحالة السائلة، والحالة الصلبة، أو الحالة الغازية).
يوجد الماء في ثلاثة أطوار: السائل، والغازي في هيئة بخار، والصلب في هيئة الثلج. ومن المعهود لنا تواجد الماء في طورين في نفس الوقت: ماء وبخار، أو ماء وثلج. فمثلا عندما نسخن الماء فيتواجد الماء السائل والبخار. كذلك وجود الطورين ثلج وماء معهود لدينا عند انصهار الثلج.
في الشكل يمثل المحور الأفقي تغير درجة الحرارة والمحور الرأسي تغير الضغط. نجد طبقا لهذا الشكل نقطة تسمى نقطة ثلاثية تتواجد فيها الثلاثة أطوار في نفس الوقت. أما ماعدا ذلك فيوجد طوران في نفس الوقت إما ثلج وماء أو ثلج وبخار أو بخار وماء. وتبين المنحنيات تغير درجة الحرارة وما يتبعها من تغير في الضغط بين كل طورين متلامسين (كل منحنى من تلك الثلاثة منحنيات تشكل توازن بين طورين). عند النقطة الثلاثية تتواجد الثلاثة أطوار في نفس الوقت في حالة توازن.
ما هي حالة التوازن؟
لدينا في مخطط الطور ثلاثة حالات للتوازن تنتمي إلى الثلاثة فروع من المنحنيات (مخطط طور الماء):
1) المنحنى الأزرق: توازن بين الماء وبخاره، بمعنى ان معدل تبخر الماء يكون مساويا لمعدل تكثف البخار.
2) المنحنى الأحمر: توازن بين الثلج والبخار، بمعنى أن معدل تحول الثلج إلى بخار يكون مساوية لمعدل تحول البخار إلى ثلح.
3) المنحنى الأخضر المنقط: توازن بين الماء والثلج، بمعنى أن معدل تحول الماء إلى ثلج (تجمد) يساوي معدل تحول الثلج إلى ماء (انصهار). مسيرة المنحنى الأخضر المنقط تختص بالماء فقط (حالة شاذة تختص بالماء). أما بقية المواد فهي تتبع الخط الأخضر.
شذوذ الماء:
رأينا أن المنحنى الأخضر المنقط للماء يختلف قليلا عن مسيرة المنحنى الأخضر الخاص بجميع المواد الأخرى (المعروفة) ذلك لأن الماء يتمدد عند تحوله إلى ثلج، بعكس جميع المواد الأخرى فهي تنكمش عند تجمدها.

### مخطط مخلوط
في هذا الشكل إلى اليسار سائل نقي 2 [ مثل الماء] له درجة غليان مبينة على المحور الرأسي إلى اليسار وإلى اليمين سائل نقي 1 [مثل كحول) وله درجة غليان نقرؤها على المحور الرأسي إلى اليمين. ويبين المحور الأفقي النسبة الموليه وهي تقول أنه عند المحور اليساري تكون نسبة الكحول في الماء 0، فقد افترضنا هنا وجود الماء النقي ودرجة غليانه مبين على المحور الرأسي. فإذا تابعنا زيادة نسبة الكحول في الماء بالانزياح إلى يمين المحور الأفقي، نجد أن نسبة الكحول تتزايد حتى تصبح 1 (أو 100%) عند المحور الرأسي حيث يوجد كحول نقي و 0 ماء. ونستطيع قراءة نقطة غليان الكحول النقي على محوره.
لدينا عند المحور اليميني كحول 100 % و 0% ماء، وبالانزياح نحو اليسار يمكننا معرفة نسبة كل مخلوط، مثل 70% كحول/ 30% ماء أو 50% كحول: 50 % ماء (أو 5و0 كحول/5و0 ماء).
نجد ان كل مخلوط بنسبة معينة له درجة غليان تقع على المنحنى السفلي، وتلك الدرجة تكون بين درجة غليان الماء ودرجة غليان الكحول. تحت هذا المنحنى نجد الحالة السائلة للمخلوط (أزرق). ونجد منحنى ثان أعلى من الأول ويشغله من أعلى مخلوط من يخار الماء وبخار الكحول (أحمر). أما في المساحة المحصورة بين المنحنيين فهي تمثل مخلوط غاز مشبع وسائل (ماء وكحول وبخاريهما في حالة تشبع).
يستخم هذا المنحنى في تتبع عملية التبخير وفصل الكحول عن الماء (انظر تقطير). وتستخم منحنيات مشابهة لفصل معدنين مثلا وتنقيتهما.

### منحنى أطوار مادتين
عند خلط مزيح من مادتين وصهرهما سويا ثم تبريدهما يمكننا إنتاج سبائك مختلفة بحسب نسبة وجود العنصر الأول في العنصر الثاني. وتتمثل تلك العملية في منحنى  النظام الأصهري أو ما يسمى
Eutectic نظام يوتكتي. وهو حالة من حالات التوازن الطوري لنظام مكون من عنصرين (على الأقل) في سبيكة متجانسة.

رسم بياني لأطوار خليط ثنائي من العنصرين A و B. ويستخدم الرسم لتصيور التركيب سهل الانصهار واعتماده على درجة الحرارة واختلاف نسب المادتين. ونقطة L هي نقطة يوتكتي ؛ وتدل على أقل درجة حرارة ينصهر عندها المخلوط.

### مخطط أطوار الحديد والكربون
يبين منحنى أطوار الحديد والكربون تكوّن العديد من سبائك الحديد تختلف فيما بينها باختلاف نسبة الكربون في الحديد ودرجة الحرارة وطريقة المعاملة الحرارية حتى الوصول إلى درجة حرارة الغرفة أو التقسية. مخطط الحديد والكربون من المخططات الهامة في تقنية الحديد الصلب والفولاذ حيث يتم تصنيع أنواع من الفولاذ تكون فيها نسبة الكربون أقل من 7% (أنظر الفولاذ).
ويتسم مخطط الحديد والكربون بنقطتين يوتيكيتين.
النقطة اليوتيكية الأولى في نظام أصهري للحديد والكربون هي أخفض درجة حرارة ينصهر عندها المزيج. فالنقطة تفصل بين الحالة السائلة (أعلى المنحنى) والحالة الصلبة (اسفل المنحنى). طبقا للرسم البياني لاطوار الحديد والكربون نجد نقطة يوتيكي الأولى عند درجة حرارة 1140 درجة مئوية ونسبة كربون مقدارها 2و4 % في الحديد.

منحنى أطوار الحديد والكربون, ويتبين منه سبيكة الأوستنيت (γ) المستقرة للفولاذ الكربوني.

تآصل الحديد (صوره البلورية);
الحديد ألفا المكعب مركزي الجسم و
الحديد جاما نظام بلوري مكعب مركزي الوجه.